# Número de Bagnold
El Número de Bagnold es un número adimensional usado en cálculos de flujo granular.

## Etimología
El Número de Bagnold es llamado así en honor a Ralph Alger Bagnold.

## Descripción
Cálculo preliminar
| Símbolo                        | Nombre                       |
| ------------------------------ | ---------------------------- |
| {\displaystyle \lambda }       | Concentración lineal         |
| {\displaystyle \phi _{\circ }} | Concentración máxima posible |
| {\displaystyle \phi }          | Fracción sólida              |

### Escala para tasa de cortante pequeño
El esfuerzo normal y el esfuerzo tangencial para pequeña tasa de cortante en líquidos muy viscosos está dado por:
| Símbolo                          | Nombre               | Unidad |
| -------------------------------- | -------------------- | ------ |
| {\displaystyle \mu }             | Viscosidad dinámica  | Pa s   |
| {\displaystyle \lambda }         | Concentración lineal |        |
| {\displaystyle {\dot {\gamma }}} | Tasa de cortante     | s-1    |

### Escala para tasa de cortante grande
El esfuerzo normal y el esfuerzo tangencial para gran tasa de cortante en líquidos poco viscosos está dado por:
| Símbolo                          | Nombre                | Unidad  |
| -------------------------------- | --------------------- | ------- |
| {\displaystyle \rho }            | Densidad              | kg / m3 |
| {\displaystyle \lambda }         | Concentración lineal  |         |
| {\displaystyle d}                | Diámetro de partícula | m       |
| {\displaystyle {\dot {\gamma }}} | Tasa de cortante      | s-1     |

### Definición
Se define el Número de Bagnold como:
{\displaystyle \mathrm {Ba} ={\frac {\text{Escala de tasa de cortante grande}}{\text{Escala de tasa de cortante pequeña}}}}
{\displaystyle \mathrm {Ba} ={\frac {\rho \lambda ^{2}d^{2}{\dot {\gamma }}^{2}}{\mu \lambda ^{3/2}{\dot {\gamma }}}}}
| Símbolo                          | Nombre                | Unidad  |
| -------------------------------- | --------------------- | ------- |
| {\displaystyle \mathrm {Ba} }    | Número de Bagnold     |         |
| {\displaystyle \rho }            | Densidad              | kg / m3 |
| {\displaystyle \mu }             | Viscosidad dinámica   | Pa s    |
| {\displaystyle \lambda }         | Concentración lineal  |         |
| {\displaystyle d}                | Diámetro de partícula | m       |
| {\displaystyle {\dot {\gamma }}} | Tasa de cortante      | s-1     |

## Historia
| Símbolo                          | Nombre                             | Unidad |
| -------------------------------- | ---------------------------------- | ------ |
| {\displaystyle \mathrm {Ba} }    | Número de Bagnold                  |        |
| {\displaystyle m}                | Masa                               | kg     |
| {\displaystyle D}                | Diámetro de los granos             | m      |
| {\displaystyle {\dot {\gamma }}} | Tensión superficial                |        |
| {\displaystyle \mu }             | Viscosidad del fluido intersticial | Pa s   |

Bagnold llevó a cabo experimentos con esferas de cera de 1mm suspendidas en una mezcla de glicerina, agua y alcohol en un reómetro cilíndrico. El reómetro estaba cuidadosamente diseñado para medir tanto la fuerza de corte como la fuerza normal aplicadas a las paredes. Bagnold identificó dos diferentes regímenes de flujo: el macroviscoso y el de inercia de grano. Estos regímenes pueden ser distinguidos usando una cantidad que ahora es referida como el número de Bagnold.